# ČKD Asset
ČKD ASSET, a.s. je česká holdingová společnost, jejím jediným akcionářem a současně největším věřitelem je britská společnost HANBURY FINANCE LIMITED ovládaná českým podnikatelem Petrem Speychalem. K 31.12.2013 byla společnost ČKD ASSET jediným vlastníkem společností ČKD Praha Holding, ČKD Energy, ČKD Group, ČKD Elektrotechnika a ČKD Investment. Mezi dceřiné společnosti ČKD Praha Holding, a.s. patří mj. ČKD PRAHA DIZ, a.s. (100% podíl) nebo ČKD PRAHA ENERGO, a.s. (88% podíl).
Skupina ČKD Asset byla jediným vlastníkem hokejového HC Lev Praha a 12. dubna 2012 koupila od skupiny HENDON za 100 milionů korun 50 % podíl v hokejovém klubu HC Sparta Praha. V září 2012 převedla své podíly v obou klubech na nově založenou společnost Sportovní holding Praha, kterou vlastní napůl mateřská Hanbury Finance a švýcarská společnost A-Energy Holding SA.
V roce 2011 měla společnost ČKD Kompresory (dříve Energetické stroje Praha a ČKD NOVÉ ENERGO) 344 zaměstnanců a její tržby za prodej vlastních výrobků a služeb přesáhly miliardu korun. V červenci 2013 ČKD ASSET oznámila záměr tuto dceřinou společnost prodat britské firmě Howden, K 1. listopadu 2013 byl obchodní závod společnosti převeden na společnost Howden Kompresory s.r.o., společnost se přejmenovala na K TRADE CONSULT, a.s. a k 31. prosinci 2013 byla společnost prodána společnosti HAWK INDUSTRY ASSETS LTD. se sídlem v Londýně.